# James Frecheville
James Frecheville est un acteur australien né le 14 avril 1991 à Melbourne (Victoria).

## Biographie
James Aitken Frecheville est né à Melbourne et a vécu dans le quartier de Malvern East. Il fut élève à Lloyd Street Primary School puis à McKinnon Secondary College. Il développe très jeune un intérêt pour le théâtre et les arts, et continue d’exceller dans ce domaine tout au long de sa scolarité. James Frecheville commence tout d'abord par participer à de nombreuses troupes de théâtre pour jeunes (pour la plupart amateurs, dont des productions scolaires) puis commence à travailler comme figurant dans la série télévisée australienne City Homicide : L'Enfer du crime.

## Carrière

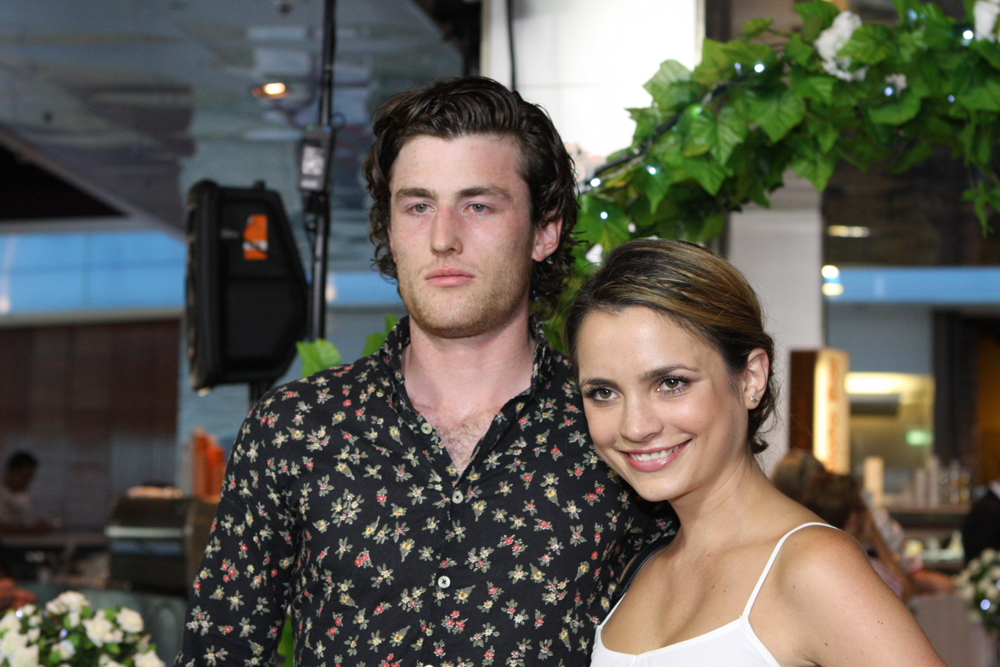
James Frecheville and Jessica Tovey, 2012.

Les auditions pour Animal Kingdom se sont déroulées en 2008, avec pas moins de 500 jeunes garçons en concurrence pour le rôle principal de "J" Cody. Le tournage a débuté en 2009, provocant quelques perturbations dans les études de James Frecheville. Lors du Sundance Film Festival en 2010, le Hollywood Reporter le décrit comme "un brillant choix de casting".

## Filmographie sélective

### Cinéma
- 2009 : The Fourth Pillar de Leo Flander : Cain Polande / p. 083
- 2010 : Animal Kingdom de David Michôd : Joshua « J » Cody
- 2011 : Kin de Rudolf Fitzgerald-Leonard (court métrage) : Jim
- 2012 : The First Time de Jon Kasdan : Ronny
- 2013 : Perfect Mothers (Two Mothers) d'Anne Fontaine : Tom
- 2013 : A Day To Kill (Mall) de Joe Hahn : Mal
- 2014 : Quand vient la nuit (The Drop) de Michaël R. Roskam
- 2014 : New Girl : Buster
- 2015 : The Stanford Prison Experiment de Kyle Patrick Alvarez : Townshend
- 2016 : I.T. de John Moore : Ed Porter
- 2018 : The Renegade (Black '47) de Lance Daly : Feeney
- 2020 : Canicule (The Dry) de Robert Connolly : Jamie Sullivan
- 2022 : Peaky Blinders : Jack Nelson

## Distinctions

### Nominations
- 2010 : AFI Award du meilleur acteur pour Animal Kingdom ;